# KBS World (chaîne de télévision)
KBS World (hangeul : KBS 월드) est une chaîne de télévision commerciale sud-coréenne.
Dépendant de l'entreprise de radio et de télévision publique Korean Broadcasting System (KBS) — et plus spécifiquement de sa branche KBS World, qui regroupe KBS World TV et KBS World Radio — cette chaîne à vocation internationale entend être une passerelle entre les Coréens, quel que soit leur lieu de résidence dans le monde.
Faisant office de « vitrine » de la Corée du Sud, elle reprend des émissions issues des principales chaînes du groupe, essentiellement KBS 1 et KBS 2, qui sont sous-titrées afin de toucher un plus large public. Cependant, au contraire de nombre de chaînes issues du service public qui prennent soin de diffuser en clair afin d'élargir au maximum leur audience, KBS World est cryptée et nécessite de souscrire un abonnement.

## Histoire
KBS World est lancée officiellement le 1er juillet 2003. Reprise sur de nombreux satellites à travers le monde, elle couvre rapidement l'Asie, l'Europe et l'Amérique du Nord. Diffusée pendant quelques semaines en clair pendant sa phase de test, elle est ensuite cryptée et soumise à un abonnement.
En juillet 2004, une version spécifique, adaptée à un public nord-américain, est mise en place et commercialisée par KBS America, une division du groupe KBS; c'est cette dernière qui est reprise par les câblo-opérateurs des États-Unis et du Canada. Deux ans plus tard, en 2006, une nouvelle déclinaison de KBS World est créée pour le marché japonais, incluant des sous-titres dans cette langue.
Le 3 septembre 2012, KBS World commence à diffuser son signal Asie/Afrique/Océanie en haute définition (HD). Le 1er octobre de cette même année, une version centrée sur le public chinois est mise en place, KBS China.
Chaîne de format généraliste, KBS World intègre à sa grille de programmes des journaux télévisés, des magazines, des talk-shows, des émissions culturelles, des séries et des variétés (K-pop). Certaines de ces émissions sont retransmises en direct, en même temps que sur les chaînes nationales, comme KBS News 9, Morning Forum ou encore le programme musical Korea Sings; les autres sont en différé. La grande majorité des émissions diffusées sont en coréen sous-titré, soit en anglais, dans la plupart des cas, soit, en fonction de la zone géographique, en japonais, en chinois, en espagnol, en indonésien et en malais.

## Liste des programmes diffusés par KBS1

### Actualités
- KBS News at 5am (KBS 오전 5시 뉴스, Nouvelles de début de matinée)
- KBS News Plaza (KBS 뉴스광장, Nouvelles du matin)
- KBS News 930 (KBS 뉴스 930, Nouvelles de fin de matinée)
- KBS News 12 (KBS 뉴스12, Nouvelles de l'après-midi)
- KBS News 4 (KBS 뉴스 4, Nouvelles en bref en fin de journée)
- KBS News 5 (KBS 뉴스5, Nouvelles de début de soirée)
- KBS News 7 (KBS 뉴스7, Nouvelles du soir)
- KBS News 9 (KBS 뉴스9, Nouvelles principales, émission anciennement connue sous le nom de « KBS Nine O'Clock News »)
- KBS Newsline (KBS 뉴스라인, Nouvelles de fin de nuit, diffusées en semaine)
- KBS Deadline News, (KBS 마감뉴스, Nouvelles de fin de nuit, diffusées les week-ends, d'une durée de 5 minutes actuellement)
- Midnight Debate-Live (생방송 심야토론, Programme de débat diffusé tous les samedis soirs)
- Media Focus (미디어 포커스, Programme de surveillance des médias)
- Coverage-File K (취재파일 K, Actualités approfondies diffusées tous les vendredis)

### Émissions documentaires
- KBS Special (KBS 스페셜)
- The Story of Korean History (한국사'전')
- Science Cafe (과학카페)
- Backpack Travels
- Age of Global Success
- World Heritage Expeditions
- Rediscovery of Korea
- Mysteries of Human Body
- Love in Asia
- Korean Dining and Cuisine
- Kingdom of Animals (동물의왕국)
- KBS-NBN Documentaries, un projet en collaboration avec People's Television Network, Inc. des Philippines.
- Insight on Asia (인사이트 아시아)
  - The Noodle Road (누들로드)
  - Asian Corridor in Heaven (차마고도)
- Documentary 3 Days
- Conversations with the Past (역사스페셜)

### Liste des programmes diffusés par KBS2

#### Dramas du lundi et mardi (21h55)
- Salut d'Amour (사랑의 인사; 1994)
- Look Back in Anger (성난 얼굴로 돌아보라; 2000)
- Autumn in My Heart (가을동화; 2000)
- Mina (미나; 2001)
- Winter Sonata (겨울연가; 2002)
- Summer Scent (여름향기; 2003)
- Sang Doo! Let's Go to School (상두야, 학교가자!; 2003)
- Pasión de gavilanes (파시온 데 가빌라네스; 2003 2004)
- Sweet 18 (낭랑18세; 2004)
- Forbidden Love (구미호외전; 2004)
- Oh Feel Young (오!필승 봉순영; 2004)
- I'm Sorry, I Love You (미안하다,사랑한다; 2004)
- Charmante fille Choon-hyang (쾌걸 춘향; 2005)
- 18 vs. 29 (열여덟, 스물아홉; 2005)
- Loveholic (러브홀릭; 2005)
- Ice Girl (그녀가 돌아왔다; 2005)
- Wedding (웨딩; 2005)
- A Love to Kill (이 죽일 놈의 사랑; 2005)
- Spring Waltz (봄의 왈츠; 2006)
- The Vineyard Man (포도밭 그사나이; 2006)
- Cloud Stairs (구름계단; 2006)
- The Snow Queen (눈의 여왕; 2006)
- Hello! Miss (헬로 애기씨; 2007)
- Conspiracy in the Court (한성별곡; 2007)
- Bad Love (못된 사랑; 2007)
- Single Dad in Love (싱글파파는 열애중; 2008)
- Strongest Chil Woo (최강칠우; 2008)
- The World That They Live In (그들이 사는 세상; 2008)
- Boys Over Flowers (꽃보다 남자; 2009)
- The Slingshot (남자이야기; 2009)
- He Who Can't Marry (결혼 못하는 남자; 2009)
- Invincible Lee Pyung Kang (천하무적 이평강; 2009)
- Master of Study (공부의 신; 2010)
- Becoming a Billionaire (부자의 탄생; 2010)
- Gumiho (구미호: 여우누이뎐; 2010)
- Sungkyunkwan Scandal (성균관 스캔들; 2010)
- Mary Stayed Out All Night (매리는 외박중; 2010)
- Dream High (드림하이; 2011)
- Detectives in Trouble (강력반; 2011)
- Baby Faced Beauty (동안미녀; 2011)
- Spy Myung-wol (스파이 명월; 2011)
- Poseidon (포세이돈; 2011)
- Brain (브레인; 2011–2012)
- Dream High 2 (드림하이 2; 2012)
- Love Rain (사랑비; 2012)
- Big (빅; 2012)
- Haeundae Lovers (해운대 연인들; 2012)
- Ohlala Couple (울랄라 부부; 2012)
- School 2013 (학교 2013; 2012–2013)
- Ad Genius Lee Tae-baek (광고천재 이태백; 2013)
- Queen of the Office (직장의 신; 2013)
- Shark (상어; 2013)
- Good Doctor (굿 닥터; 2013)
- Marry Him If You Dare (미래의 선택; 2013)
- Le premier ministre et moi (총리와 나; 2013–2014)
- The Full Sun (태양은 가득히; 2014)
- Big Man (빅맨; 2014)
- Trot Lovers (트로트의 연인; 2014)
- Discovery of Love (연애의 발견; 2014)
- Cantabile Tomorrow (내일도 칸타빌레; 2014)
- Healer (힐러; 2014–2015)
- Blood (블러드; 2015)
- Who Are You: School 2015 (후아유: 학교 2015; 2015)
- Hello Monster (너를 기억해; 2015)
- Moorim School (무림학교; 2016)
- My Lawyer, Mr. Jo (동네변호사 조들호; 2016)
- Becky's Back  (백희가 돌아왔다; 2016)
- Beautiful Mind  (뷰티풀 마인드; 2016)
- Love in the Moonlight  (구르미 그린 달빛; 2016)

#### Dramas du mercredi et jeudi (21h55)
- Le papa (파파; 1996)
- L'impératrice Myeongseong (명성황후; 2001)
- April Kiss (4월 키스; 2004)
- Maison occupée (풀하우스; 2004)
- L'empereur de la mer (해신; 2004)
- Resurrection (부활; 2005)
- My Rosy Life (장밋빛 인생; 2005)
- Golden Apple (황금사과; 2005)
- Goodbye Solo (굿바이솔로; 2006)
- Great Inheritance (위대한 유산; 2006)
- Hwang Jini (황진이; 2006)
- El Zorro, la espada y la rosa (달자의 봄; 2007)
- Dal-ja's Spring (달자의 봄; 2007)
- The Devil (마왕; 2007)
- Capital Scandal (경성스캔들; 2007)
- Hong Gil Dong (쾌도 홍길동; 2008)
- One Mom and Three Dads (아빠셋 엄마하나; 2008)
- Women of the Sun (태양의 여자; 2008)
- The Kingdom of The Winds (바람의 나라; 2008–2009)
- The Accidental Couple (그저 바라 보다가; 2009)
- My Fair Lady (아가씨를 부탁해; 2009)
- Iris (아이리스; 2009)
- The Slave Hunters (추노; 2010)
- Cinderella's Sister (신데렐라 언니; 2010)
- King of Baking, Kim Takgu (제빵왕 김탁구; 2010)
- The Fugitive: Plan B (도망자: Plan B; 2010)
- President (프레지던트; 2011)
- The Thorn Birds (가시나무새; 2011)
- Romance Town (로맨스 타운; 2011)
- The Princess' Man (공주의 남자; 2011)
- Glory Jane (영광의 재인; 2011)
- Wild Romance (난폭한 로맨스; 2012)
- Man from the Equator (적도의 남자; 2012)
- Bridal Mask (각시탈; 2012)
- The Innocent Man (세상 어디에도 없는 착한 남자; 2012)
- Jeon Woo-chi (전우치; 2012–2013)
- Iris II (아이리스 2; 2013)
- The Fugitive of Joseon (천명; 2013)
- The Blade and Petal (칼과 꽃; 2013)
- Secret Love (비밀; 2013)
- Pretty Man (예쁜남자; 2013–2014)
- Inspiring Generation (감격시대; 2014)
- Golden Cross (골든 크로스; 2014)
- Gunman in Joseon (조선총잡이; 2014)
- Blade Man (아이언맨; 2014)
- The King's Face (왕의 얼굴; 2014–2015)
- Unkind Ladies (착하지 않은 여자들; 2015)
- Masked Prosecutor (복면검사; 2015)
- Assembly (어셈블리; 2015)
- The Merchant: Gaekju 2015 (장사의 신 - 객주 2015; 2015-2016)
- Descendants of the Sun (태양의 후예; 2016)
- The Master of Revenge (마스터-국수의 신; 2016)
- Uncontrollably Fond (함부로 애틋하게; 2016)

#### Dramas du samedi et dimanche (19h55)
- Premier amour (첫사랑; 1996)
- A Happy Woman (행복한 여자; 2007)
- The Golden Age of Daughters-in-Law (며느리 전성시대; 2007)
- Mom's Dead Upset (엄마가 뿔났다; 2008)
- My Too Perfect Sons (솔약국집 아들들; 2009)
- Three Brothers (수상한 삼형제; 2009)
- Ojakgyo Family (오작교 형제들; 2012)
- My Husband Got a Family (넝쿨째 굴러온 당신; 2012)
- Ma fille Seo-young (내 딸 서영이; 2012)
- Lee Soon-shin est le meilleur (최고다 이순신; 2013)
- Wang's Family (왕가네 식구들; 2013–2014)
- Wonderful Days (참 좋은 시절; 2014)
- What's With This Family (가족끼리 왜 이래; 2014–2015)
- House of Bluebird (파랑새의 집; 2015)
- All About My Mom (부탁해요, 엄마; 2015-2016)
- Five Enough (아이가 다섯; 2016)

#### telenovela
- Malparida
- Cuidado con el ángel
- Las tontas no van al cielo
- El cuerpo del deseo
- Inocente de ti
- Mirada de mujer
- Pasión de Gavilanes
- Rubí
- La traición (2008 TV series)
- Luisa (La hija del jardinero)
- Gata salvaje
- Altagracia (La mujer de Judas)
- Paloma (Cuando seas mía)
- Cristina (El privilegio de amar)
- Tres mujeres
- Camila
- Rosalinda
- Lazos de amor
- Marisol
- Dream High
- Amarte así (telenovela)
- La viuda de Blanco
- La mujer en el espejo
- Inocente de ti
- La traición (2008 TV series)
- Kassandra
- Bella calamidades
- Doña Bárbara (telenovela)
- María Mercedes
- Gata salvaje
- Marina (telenovela, 2006) Telemundo/Caracol Televisión, 2006-07) (telenovela) Sandra Echeverría Mauricio Ochmann
- Sortilège (telenovela)
- Tierra de reyes

#### Sport
- Coupe du monde masculine de basket-ball 2014
- MotoGP
- Moto2
- Moto3
- MotoE
- Championnat du monde de Superbike
- Championnat du monde de Supersport
- Championnat du monde de Supersport 300
- Championnat du Monde Féminin de Vitesse Motoen
- Formule 1
- Championnat de Formule 2 FIA
- Championnat de Formule 3 FIA
- F1 Academy
- Super Formula
- Formule Régionale
- Formule E

#### Anime Animation Disney Channel Nickelodeon KBS Kids
- Mr Bean (série télévisée d'animation)
- Les Tortues Ninja (série télévisée d'animation, 2012)
- Superbook
- Haikyū!!
- Max Steel (série télévisée d'animation)
- Kung Fu Panda : L'Incroyable Légende
- Princesse Sarah
- American Dragon: Jake Long
- Les Bananes en pyjama
- Inazuma Eleven (2008-2011) (animé) (2011-12, 2013)
- Mermaid Melody Pichi Pichi Pitch (2008-2011) (animé) (2003-2004)

#### Dramas du samedi et dimanche (21h30)
- King Sejong the Great (대왕세종; 2008) (ep 27-86)
- Empress Cheonchu (천추태후; 2009)

#### Dramas du lundi au vendredi (09h00)
- TV Novel: Dear My Sister (TV소설 복희 누나; 2011–2012)
- TV Novel: Love, My Love (TV소설 사랑아 사랑아; 2012–2013)
- TV Novel: Samsaengi (TV소설 삼생이; 2013)
- TV Novel: Eunhui (TV소설 은희; 2013–2014)
- TV Novel: Land of Gold (TV소설 순금의 땅; 2014)
- TV Novel: Single-minded Dandelion (TV소설 일편단심 민들레; 2014–2015)
- TV Novel: On a Blue Day (TV소설 그래도 푸르른 날에; 2015)
- TV Novel: The Stars Are Shining (TV소설 별이 되어 빛나리; 2015-2016)
- TV Novel: My Mind's Flower Rain (TV소설 내 마음의 꽃비; 2016)

#### Dramas du lundi au vendredi (18h50)
- Unstoppable Marriage (못말리는 결혼; 2007–2008)

#### Dramas du lundi au vendredi (19h45)
- Family (패밀리; 2012–2013)
- Ruby Ring (루비 반지; 2013–2014)
- Angel's Revenge (천상여자; 2014)
- Les Deux Mères (뻐꾸기 둥지; 2014)
- Sweet Secret (달콤한 비밀; 2014-2015)
- Love on a Rooftop (오늘부터 사랑해; 2015)
- All Is Well (다 잘될 거야; 2015-2016)
- The Promise (천상의 약속; 2016)
- Secrets Of Women (여자의 비밀; 2016)
- My ID Is Gangnam Beauty

#### Dramas du vendredi (20h55)
- Hi! School: Love On (하이스쿨: 러브온; 2014)
- SPY (스파이; 2015)
- Orange Marmalade (오렌지 마멀레이드; 2015)

#### Dramas du vendredi et samedi (21h15)
- The Producers (프로듀사; 2015)

#### Dramas du dimanche (08h55)
- Sharp 2 (반올림2; 2005–2006)

#### Anthologie du samedi (23h15)
- Drama City (드라마시티; 1984–2008)
  - What Should I Do? (어떡하지?; 2004-11-07)
- Drama Special (드라마 스페셜; 2010)
  - Pianist (피아니스트; 2010-11-27)

#### Anthologie du dimanche (23h15)
- Drama Special (드라마 스페셜; depuis 2011)
  - Do You Know Taekwondo? (태권, 도를 아십니까?; 2012-10-07)
- Drama Special Series (드라마 스페셜 연작시리즈; depuis 2010)
  - Rock, Rock, Rock (락 락 락; 2010)
  - White Christmas (화이트 크리스마스; 2011)
  - Adolescence Medley (사춘기 메들리; 2013)

### Cérémonies de remise de prix
- KBS Drama Awards
- KBS Music Awards
- KBS Entertainment Awards

### Émissions de variétés
- La clinique pour les mariés
- 1 vs. 100 (1 대 100, version sud-coréenne de 1 vs 100 avec un premier prix de ₩ 50000000, produit en association avec Endemol.)
- Concert 17021 (콘서트17021)
- Gag Concert (개그콘서트)
- Happy Sunday (해피선데이), 2 Days & 1 Night (1박2일) et The Return of Superman (슈퍼맨이 돌아왔다)
- Safety First! (위기탈출 넘버원)
- Happy Together (ko) (해피투게더 saison 3)
- Imagination Plus (상상 플러스)
- Invincible Youth (청춘불패)
- Win Win
- VJ's on the scene (VJ 특공대)
- Entertainment Relay
- Emergency Escape Number 1
- Golden Bell Challenge
- Giving Back The Love
- Sponge (스펀지, un programme d'infotainment une demi-heure)
- Love Letter par Yun Do-hyeon (윤도현의 러브레터)
- Music Bank (뮤직뱅크)
- Quiz Daehanminguk (Veut dire «Quiz de la Corée du Sud», le plus grand quiz du pays. Le premier prix est ₩ 60,000,000.) (퀴즈 대한민국)
- Vitamin (비타민)
- Let's Go Dream Team! Season 2 (출발 드림팀 시즌2)
- You Hee-Yeol's Sketchbook (유희열의 스케치북)
- Top Band (탑밴드)
- Saturday Freedom (자유선언 토요일)
- Star Golden Bell (스타 골든벨)
- Immortal Songs 2 (불후의 명곡 2)
- Sachongsa Quiz Show
- Triumphantly (승승장구)
- Reserve
- Hello, Daegukmin Talk
- Our Neighborhood Arts and Physical Education
- I Am a Man
- New Dining Table
- Dignity of a Full House of Family
- Movie is Good
- The Human Condition
- Pit-Pat Korean
- Global Request Show
- Youth FC Hungry Eleven (청춘FC 헝그리 일레븐)[3]
- Blue's Clues

### Bulletins d'information
- Good Morning Republic Of Korea (굿모닝 대한민국, Programme de petits déjeuners)
- KBS Morning 8 Newstime (KBS 아침 8시뉴스타임, Programme de nouvelles du matin)
- KBS News (KBS 뉴스, Diffusée au cours de l'après-midi)
- KBS Evening 6 Newstime (KBS 저녁 6시뉴스타임, Phare du programme de nouvelles du soir de KBS2)
- KBS Global 24 (KBS 글로벌 24, Programme de nouvelles du monde)

### Documentaires
- In-Depth 60 Minutes
- Field Correspondent Reports
- Love of Family
- All of the World
- Hope Enterprises
- Veteran Unbeaten
- Screen Album - The Mountain
- Documentary 3 Days